# Hysteronotus
Hysteronotus is een monotypisch geslacht van straalvinnige vissen uit de familie van de karperzalmen (Characidae).

## Soort
- Hysteronotus megalostomus Eigenmann, 1911